# Dasiops brunnealatus
Dasiops brunnealatus är en tvåvingeart som beskrevs av Mcalpine 1964. Dasiops brunnealatus ingår i släktet Dasiops och familjen stjärtflugor. Inga underarter finns listade i Catalogue of Life.